# Cyclosarin
Le cyclosarin ou GF (cyclohexyl methylphosphonofluoridate) est une substance extrêmement toxique utilisée en tant qu'arme chimique et dérivée du sarin.  Il appartient à la famille de la série G des agents neurotoxiques, un groupe d'armes chimiques découvert et synthétisé par une équipe scientifique allemande dirigée par le Dr Gerhard Schrader en 1939. Il a également été étudié par le Royaume-Uni et les États-Unis dans les années 1950.
Il est classé en tant qu'arme de destruction massive par les Nations unies dans le cadre de la convention sur l'interdiction des armes chimiques qui interdit sa production et sa conservation depuis 1993 au même titre que le sarin et le chlorosarin.

## Caractéristiques chimiques
Le cyclosarin est un agent organophosphoré neurotoxique. Ses caractéristiques physiques sont cependant très différentes du sarin dont il est dérivé.
À température ambiante, le cyclosarin est un liquide incolore dont l'odeur est parfois décrite comme sucrée ou ressemblant à une gomme laquée. Contrairement au sarin, il s'agit d'un liquide persistant, ce qui signifie qu'il résiste très bien à la pression et s'évapore donc relativement lentement (environ 69 fois plus lentement que le sarin et 20 fois plus lentement que l'eau). En outre, contrairement au sarin, le cyclosarin est inflammable, avec un point d'éclair à 94 °C (201 °F).
Le cyclosarin (GF) montre également une plus grande toxicité que le sarin (GB) chez l'être humain. En effet, le sarin a une dose létale (DL50) de 5 mg pour un humain de 70 kg, tandis que le GF a une DL50 de 1,2 mg. La concentration létale médiane du cyclosarin est donc d'environ le quart de celle du sarin.

## Effets biologiques
Tout comme le sarin, le cyclosarin provoque une hypersalivation, une dyspnée, un myosis, des nausées, des convulsions, puis la mort par asphyxie. Chez ceux qui y survivent, il laisse de graves lésions et séquelles neurologiques, pouvant mener notamment à une paralysie du corps.
L'atropine, le diazépam et le pralidoxime sont connus pour leur effet antidote en cas d'exposition au cyclosarin.

## Utilisation par l'Irak
L’Irak sous Saddam Hussein disposait d'importants stocks et a été le seul à l'utiliser au combat. Le cyclosarin fut utilisé par l'armée irakienne durant sa guerre contre l'Iran de 1980 à 1988.
Les Irakiens tentèrent également de faire des mixtures entre le sarin (GB) et le cyclosarin (GF), mais des tests indiquent que celles-ci disposaient d'une toxicité intermédiaire entre les deux substances.